# Сьвідник (Нижньосілезьке воєводство)
Сьвідник (пол. Świdnik, нім. Streckenbach) — село в Польщі, у гміні Марцишув Каменноґурського повіту Нижньосілезького воєводства.
Населення — 297 осіб (2011).
У 1975-1998 роках село належало до Єленьоґурського воєводства.

## Демографія
Демографічна структура станом на 31 березня 2011 року:
|          | Загалом | Допрацездатний вік | Працездатний вік | Постпрацездатний вік |
| -------- | ------- | ------------------ | ---------------- | -------------------- |
| Чоловіки | 155     | 28                 | 111              | 16                   |
| Жінки    | 142     | 24                 | 87               | 31                   |
| Разом    | 297     | 52                 | 198              | 47                   |